# Apomys gracilirostris
Apomys gracilirostris är en gnagare i familjen råttdjur som förekommer på Mindoro i Filippinerna. Den listas ibland i undersläktet Megapomys.
Detta råttdjur lever i Mindoros norra del. Den vistas i bergstrakter kring berget Halcon mellan 1250 och 1950 meter över havet. Arten hittas i skogar med bambu som undervegetation. Den besöker ibland angränsande landskap.
I bergstrakten sker än så länge inget skogsbruk. Det kan ändras i framtiden. IUCN listar arten som livskraftig (LC).